# Élections municipales de 2020 à Brest
Pour un article plus général, voir Élections municipales françaises de 2020.
Le premier tour des élections municipales de 2020 à Brest  a lieu le 15 mars 2020. Le second tour, initialement prévu le 22 mars 2020, est d'abord reporté sine die en raison de la pandémie de maladie à coronavirus, puis fixé au 28 juin 2020. Il s'agit de renouveler les 55 conseillers municipaux et les 33 conseillers métropolitains de la commune, deux de moins qu'en 2014.
Dans un paysage politique national en pleine transformation, ce scrutin reste plus ouvert que les précédents en raison notamment d'un nombre élevé de listes et de l'affaiblissement des partis traditionnels depuis l'apparition de La République en marche. Au total, dix listes se disputent le premier tour de ces élections, un record.
Malgré sa mise en examen, François Cuillandre, maire sortant soutenu par François Hollande, se représente pour un quatrième mandat. Élu depuis 2001, c'est le seul au Parti socialiste, avec Martine Aubry, à repartir de nouveau pour 6 ans dans une ville de plus de 100 000 habitants. Contrairement aux dernières échéances municipales, sa liste souffre de plusieurs défections de la part de ses partenaires politiques historiques. En effet, Europe Écologie Les Verts, porté par ses bons résultats aux élections européennes, a décidé de former avec l'Union démocratique bretonne et Les Radicaux de gauche une liste distincte autour de Ronan Pichon, conseiller municipal et vice-président de Brest Métropole. Ils sont rejoints par Génération.s et Génération écologie. Après son échec aux élections de 2014, Bernadette Malgorn se représente également sous l'étiquette divers droite. Elle perd toutefois le soutien du Mouvement démocrate mené par David Guillerm, qui forme avec La République en marche et Agir, une liste d'union centriste mené par l'ancien secrétaire fédéral du Parti socialiste, Marc Coatanéa, conseiller municipal et régional, ancien vice-président de Brest Métropole. Lutte ouvrière et Rassemblement national présentent, comme la fois précédente, une liste. Enfin, une liste La France insoumise, mené par Pierre-Yves Cadalen, candidat aux élections législatives françaises de 2017, une liste du Parti ouvrier indépendant démocratique et deux listes sans étiquette complètent le tableau : "Brest, la liste citoyenne" et "Brest, imaginons demain!" conduite par l'ancien président de l'UBO, Pascal Olivard.

## Mode de scrutin
Comme dans toutes les communes de 1 000 habitants et plus, les élections à Brest seront municipales et intercommunales. Chaque bulletin de vote comportera deux listes : une liste de candidats aux seules élections municipales et une liste de ceux également candidats au conseil métropolitain.
Les conseillers municipaux sont élus au scrutin de liste à deux tours, avec dépôt de listes comportant au moins autant de candidats que de sièges à pourvoir, sans adjonction ni suppression de noms et sans modification de l'ordre de présentation.
Si une liste a recueilli la majorité absolue des suffrages exprimés au premier tour, la moitié des sièges du conseil municipal, arrondie à l'entier supérieur, lui est attribuée. Le reste est réparti à la proportionnelle suivant la règle de la plus forte moyenne, à condition que les listes aient obtenus plus de 5 % des suffrages exprimés.
Sinon on procède à un second tour où peuvent se présenter les listes ayant obtenu 10 % des suffrages exprimés. La composition de ces listes peut être modifiée pour comprendre les candidats ayant figuré au premier tour sur d’autres listes, sous réserve que celles-ci aient obtenu au premier tour au moins 5 % des suffrages exprimés. À l’issue du second tour, les sièges sont répartis de la même façon.

## Contexte

### Enjeux
D'après un sondage d'avril 2019, 52 % des interrogés étaient défavorables à un quatrième mandat de François Cuillandre.

### Contexte électoral
| Scrutin             | Circ.               | 1er tour | 1er tour | 1er tour | 1er tour | 1er tour | 1er tour | 1er tour | 1er tour | 1er tour | 1er tour | 1er tour | 1er tour | 2d tour     | 2d tour     | 2d tour     | 2d tour     | 2d tour     | 2d tour     | 2d tour     | 2d tour     | 2d tour     |             |
| Scrutin             | Circ.               | 1er      | 1er      | %        | 2e       | 2e       | %        | 3e       | 3e       | %        | 4e       | 4e       | %        | 1er         | 1er         | %           | 2e          | 2e          | %           | 3e          | 3e          | %           |             |
| ------------------- | ------------------- | -------- | -------- | -------- | -------- | -------- | -------- | -------- | -------- | -------- | -------- | -------- | -------- | ----------- | ----------- | ----------- | ----------- | ----------- | ----------- | ----------- | ----------- | ----------- | ----------- |
| Municipales 2014    | Municipales 2014    |          | UG       | 42,46    |          | DVD      | 27,65    |          | DVD      | 9,97     |          | FN       | 9,80     |             | UG          | 52,71       |             | DVD         | 47,28       | pas de 3e   | pas de 3e   | pas de 3e   |             |
| Européennes 2014    | Européennes 2014    |          | PS       | 19,56    |          | FN       | 14,49    |          | UMP      | 12,73    |          | EELV     | 12,24    | tour unique | tour unique | tour unique | tour unique | tour unique | tour unique | tour unique | tour unique | tour unique | tour unique |
| Régionales 2015     | Régionales 2015     |          | UG       | 39,84    |          | UD       | 18,57    |          | FN       | 16,11    |          | EELV     | 6,55     |             | UG          | 57,86       |             | UD          | 24,62       |             | FN          | 17,52       |             |
| Présidentielle 2017 | Présidentielle 2017 |          | EM       | 28,02    |          | LFI      | 22,80    |          | LR       | 15,52    |          | PS       | 14,04    |             | EM          | 78,45       |             | FN          | 21,45       | pas de 3e   | pas de 3e   | pas de 3e   |             |
| Législatives 2017   | 2e                  |          | LREM     | 39,26    |          | LFI      | 16,04    |          | PS       | 14,32    |          | LR       | 10,20    |             | LREM        | 57,54       |             | LFI         | 42,46       | pas de 3e   | pas de 3e   | pas de 3e   |             |
| Législatives 2017   | 3e                  |          | LREM     | 37,44    |          | LFI      | 17,20    |          | DVG      | 13,56    |          | FN       | 8,10     |             | LREM        | 51,73       |             | DVG         | 48,27       | pas de 3e   | pas de 3e   | pas de 3e   |             |
| Européennes 2019    | Européennes 2019    |          | LREM     | 23,24    |          | EELV     | 18,43    |          | RN       | 14,83    |          | PS-PP    | 8,98     | tour unique | tour unique | tour unique | tour unique | tour unique | tour unique | tour unique | tour unique | tour unique | tour unique |

### Conseil municipal sortant
| Groupe | Groupe                      | Sigle | Partis             | Nombre de sièges | Positionnement |
| ------ | --------------------------- | ----- | ------------------ | ---------------- | -------------- |
|        | Socialistes                 | SOC   | PS                 | 22               | Majorité       |
|        | Communistes et citoyens     | CC    | PCF                | 5                | Majorité       |
|        | Brest Nouvelle Citoyenneté  | BNC   | DVG                | 4                | Majorité       |
|        | Europe Écologie - Les Verts | EÉLV  | EÉLV               | 4                | Majorité       |
|        | Union démocratique bretonne | UDB   | UDB                | 2                | Majorité       |
|        | Sans étiquette              | SE    | SE                 | 2                | Majorité       |
|        | Radical de Gauche           | LRDG  | LRDG               | 1                | Majorité       |
|        | Rassemblement pour Brest    | RPB   | DVD-LR             | 8                | Opposition     |
|        | Brest Nouvelle Alternative  | BNA   | UDI-MoDem-Agir-DVD | 4                | Opposition     |
|        | Brest métropole en marche   | BMM   | LaREM              | 1                | Opposition     |
|        | Partage et solidarité       | PeS   | EXG                | 1                | Opposition     |
|        | Inconnu                     | ?     | Ex-MR, ex-GE       | 1                | Opposition     |

## Candidatures

### Candidatures déposées
| Liste | Liste                                   | Parti(s) ou mouvement(s)                    | Tête de liste Mairie | Tête de liste Métropole | Nuance | Ordre |
| ----- | --------------------------------------- | ------------------------------------------- | -------------------- | ----------------------- | ------ | ----- |
|       | Vivre en sécurité à Brest               | RN                                          | Renée Thomaïdis      | ?                       | RN     | 1     |
|       | Marchons pour Brest !                   | LaREM - MoDem - Agir                        | Marc Coatanéa        | Marc Coatanéa           | REM    | 2     |
|       | Brest à venir                           | LFI                                         | Pierre-Yves Cadalen  | Christophe Osswald      | DVG    | 3     |
|       | Faire entendre le camp des travailleurs | LO                                          | Rémy Collard         | ?                       | EXG    | 4     |
|       | Brest ! La liste citoyenne              | Collectif brestois pour une liste citoyenne | Emmanuelle Le Pors   | ?                       | DIV    | 5     |
|       | Brest, imaginons demain                 | SE                                          | Pascal Olivard       | ?                       | DIV    | 6     |
|       | Brest Écologie Solidarités              | EELV - UDB - G.s - LRDG - GE - diss. BNC    | Ronan Pichon         | ?                       | VEC    | 7     |
|       | Brest, c'est vous                       | RPB - UDI                                   | Bernadette Malgorn   | Bernadette Malgorn      | DVD    | 8     |
|       | Démocratie communale et laïcité         | POID                                        | Roger Calvez         | ?                       | DVG    | 9     |
|       | Brest au cœur !                         | PS - PCF - BNC - PRG                        | François Cuillandre  | François Cuillandre     | UG     | 10    |

#### Parti ouvrier indépendant démocratique
Des discussions sont entamées avec la France insoumise et la liste citoyenne mais aucun accord n'est trouvé. Le 25 février 2020, le Parti ouvrier indépendant démocratique dépose une liste à la sous-préfecture, menée par Roger Calvez.
Quentin Marchand, qui avait mené en 2014 la liste Front de Gauche, est en quatrième position sur la liste.
La liste Démocratie communale et laïcité dénonce la politique d'Emmanuel Macron comme la réforme des retraites et considère que les élections municipales sont l'occasion pour s'opposer au gouvernement. Par ailleurs, le POID milite pour la gratuité des transports commun, la défense des services publics et le gel des loyers HLM.

#### Lutte ouvrière
Comme aux précédentes élections municipales, Lutte ouvrière prévoit de présenter une liste. Le 11 février 2020, la tête de liste est connue, il s'agit de Rémy Collard.

#### La France insoumise

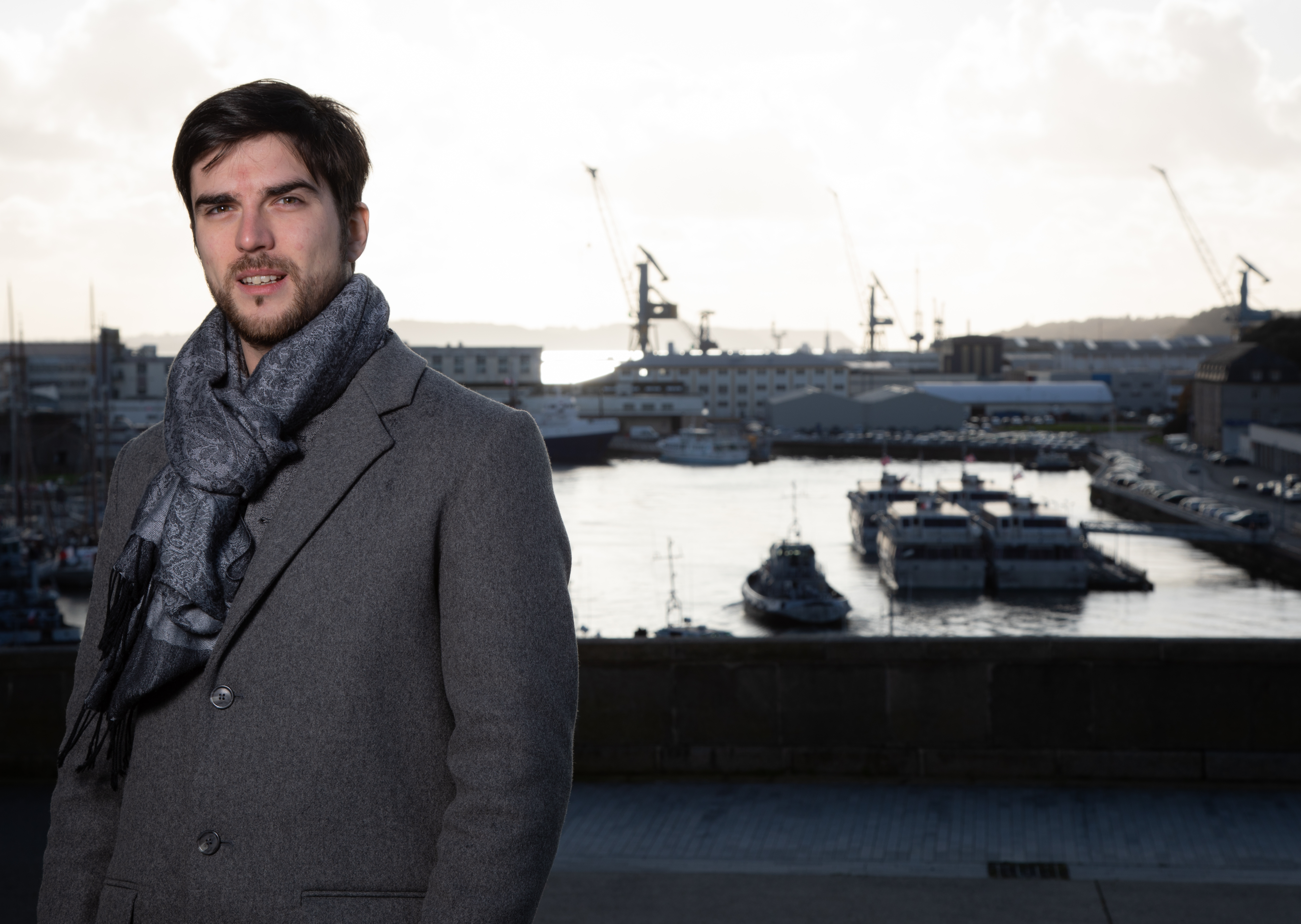
Pierre-Yves Cadalen.

La France insoumise souhaite présenter une « liste populaire » à Brest. Elle refuse une alliance avec le Parti socialiste. En juin 2019, elle lance une plateforme participative sur Internet, qui permet à chaque citoyen d'« évoquer le sujet de son choix » à intégrer dans le programme. Le 27 septembre, Pierre-Yves Cadalen, candidat aux élections législatives, est désigné tête de liste. Celle-ci « est ouverte à tous les citoyens » pour « proposer une alternance populaire et citoyenne, pour changer les vieilles pratiques politiciennes » autour d'un projet « écologiste, solidaire et social ». D'ores et déjà, il est annoncé que le maire de Brest ne cumulerait pas son mandat avec celui de président de Brest Métropole.

#### Parti socialiste et alliés

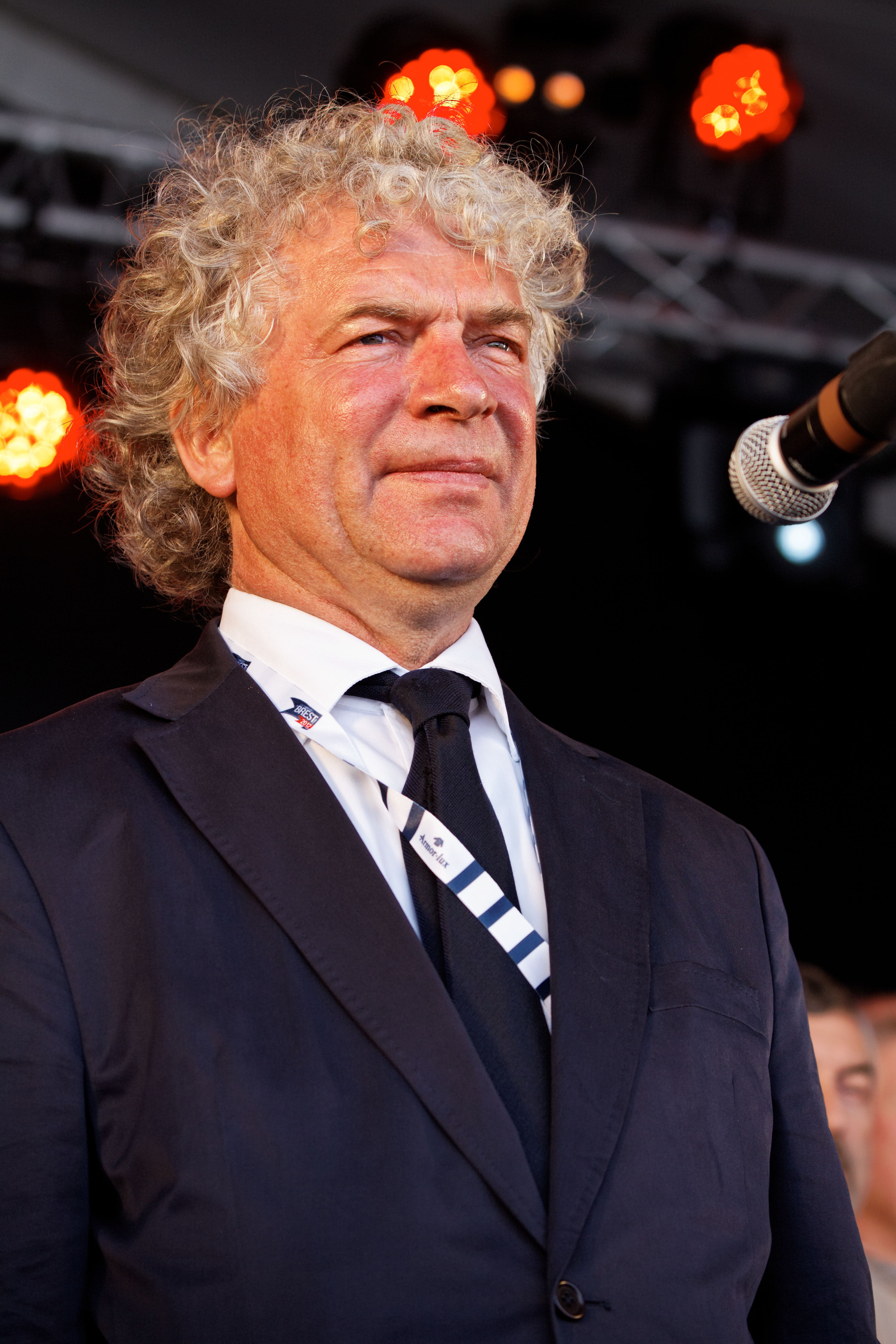
François Cuillandre.

Yohann Nédélec, maire du Relecq-Kerhuon et vice-président de Brest Métropole, exprime au début de 2019 le souhait d'être le successeur du François Cuillandre, si celui-ci ne se représente pas. Cette annonce bouscule le calendrier de Thierry Fayret, 1er adjoint et vice-président à Brest Métropole, qui déclare également être candidat à la primaire du PS, en attendant la décision du maire sortant.
Le 12 septembre 2019, François Cuillandre annonce sur France Bleu Breizh Izel qu'il est candidat à sa succession, « après une réflexion très personnelle et en réflexion avec d’autres personnes élues du territoire ». Les réactions ne tardent pas. Le Rassemblement national et EELV ne sont pas surpris par cette nouvelle,, tout comme l'UDB et Brest Nouvelle Citoyenneté qui, satisfaits du travail accompli, demandent cependant un « changement radical de méthode de travail » et une discussion autour du « management de [l']équipe ». La République en marche considère qu'un 4e mandat n'est « pas raisonnable alors que les Brestoises et les Bretois ne sont déjà plus écoutés ». La France insoumise signale que « Brest a besoin d'un nouveau souffle » et « qu'il faut parfois savoir partir ». Quelques jours plus tard, Yohann Nédélec annonce ne pas se présenter et appelle à l'unité derrière François Cuillandre. Le 20 septembre 2019, Thierry Fayret sort de son silence et officialise sur son blog sa candidature à la primaire, souhaitant « un nouveau souffle pour Brest ».
Le 7 octobre, au cours de la primaire socialiste, François Cuillandre est désigné tête de liste à une courte majorité.
| Candidat       | Candidat            | Voix | %      |
| -------------- | ------------------- | ---- | ------ |
|                | François Cuillandre | 67   | 57,76  |
|                | Thierry Fayret      | 49   | 42,24  |
|                |                     |      |        |
| Votants        | Votants             |      | 100,00 |
| Blancs et nuls |                     |      |        |
| Exprimés       | Exprimés            | 116  |        |

À la suite de la mise en examen de François Cuillandre le 17 octobre, le PS brestois voit apparaître des tensions et de nombreuses inquiétudes dans les groupes politiques de la majorité. Le maire sortant annonce finalement le 4 novembre dans une conférence de presse maintenir sa candidature mais attend la validation des instances nationales du PS. Il a le soutien de Yohann Nédélec mais pas celui de son concurrent à la primaire, Thierry Fayret, qui a fait savoir sur son blog qu'au vu de la situation, il ne se représenterait pas sur la liste de Francois Cuillandre, parlant d'un « désaccord profond avec ce qui se passe aujourd’hui au Parti Socialiste sur Brest ». Ses réactions sur son blog sont depuis scrutées par la presse, qui s'interroge sur les intentions de Thierry Fayret,. Le 19 novembre, le bureau national du PS valide la candidature de François Cuillandre.
Depuis octobre, plusieurs partenaires de la majorité, pourtant alliés au premier tour des élections de 2014, tout comme certains élus socialistes (dont son concurrent à la primaire Thierry Fayret) tournent le dos à la liste PS,,,. Seuls le PCF, Brest Nouvelle Citoyenneté et le PRG font le choix d'une union.
Il est soutenu par François Hollande, Loïg Chesnais-Girard, président de la région Bretagne, et de nombreuses autres personnalités publiques.

##### Parti communiste français
En juillet 2019, Éric Guellec, adjoint et vice-président de Brest Métropole, est désigné chef de file du Parti communiste français. Jugeant « irresponsable de partir en ordre dispersé », il souhaite présenter une liste de rassemblement de gauche réunissant le PCF, la France insoumise et le Parti socialiste autour de projets sociaux, écologistes et démocratiques pour la ville. Le 4 décembre, les militants votent « à l'unanimité » une alliance avec la liste du PS, satisfaits des « réalisations collectives menées ces 30 dernières années » et de la prise en compte d'une « large partie des propositions [qu’ils ont] formulées ».

##### Brest Nouvelle Citoyenneté
Après plusieurs mois de réflexion, le groupe Brest Nouvelle Citoyenneté officialise son soutien à la liste de François Cuillandre le 10 décembre, motivé par « une histoire commune et un bilan de mandat que nous jugeons positif, fruit d’un travail collectif qui aura permis de transformer en profondeur l’image de Brest et de la Métropole ». Cette décision entraîne le départ de deux élues, dont une conseillère municipale, qui préférait la liste de Ronan Pichon.

##### Parti radical de gauche
Le 21 septembre 2019, le Parti radical de gauche désigne Fortuné Pellicano, référent départemental, comme chef de file. Ce dernier affiche de nouveau son soutien pour le maire sortant, « leader naturel de la majorité plurielle », ce qu'il avait déjà fait au cours de l'été. Le 23 décembre, il officialise sa participation à la liste du maire sortant.

#### Europe Écologie Les Verts et alliés

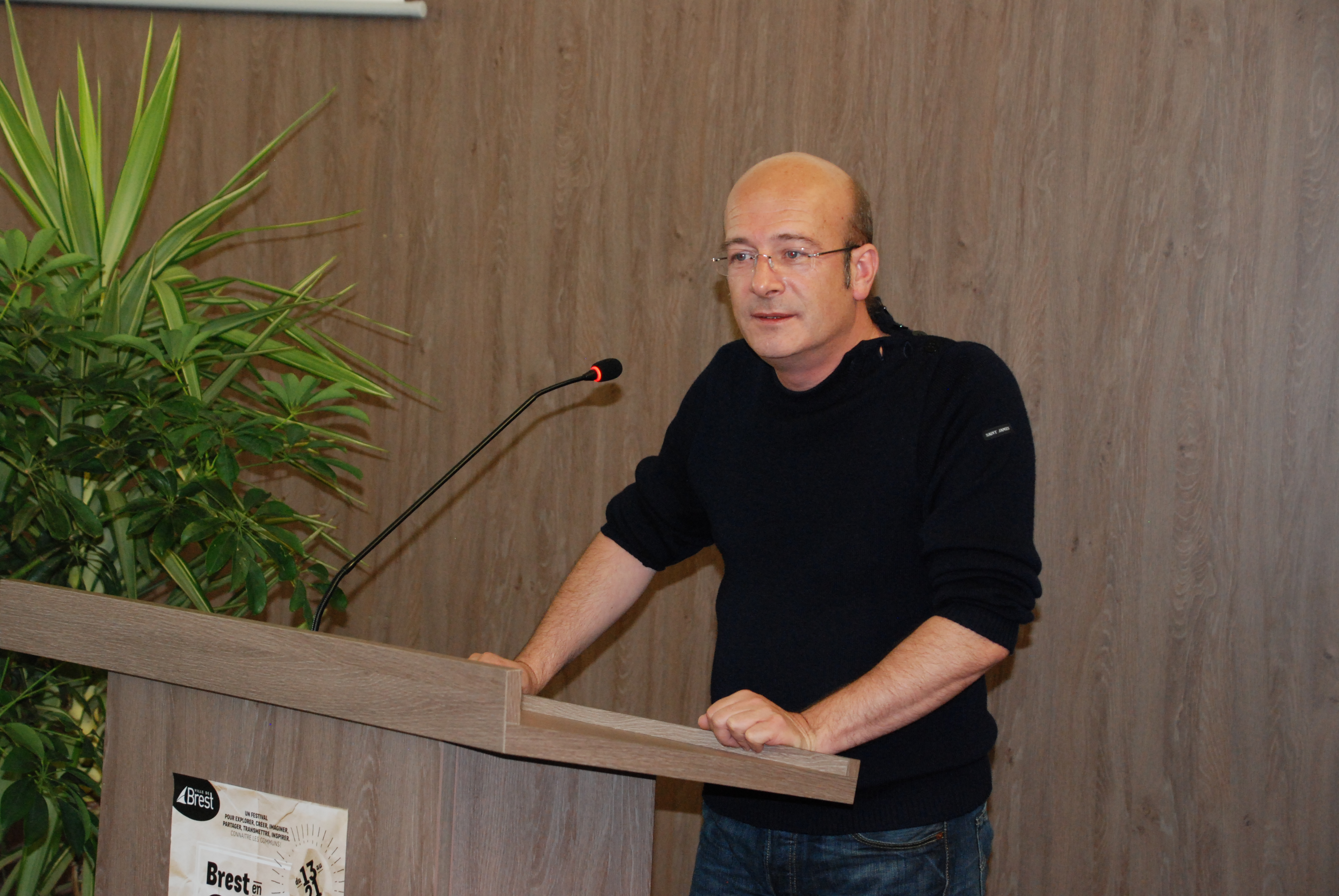
Ronan Pichon.

Europe Écologie Les Verts lance en janvier 2019 une série d'ateliers ouverts aux citoyens et citoyennes (en plus d'une plateforme participative sur internet) pour rédiger en commun un programme d'écologie politique pour l'élection municipale. Le 3 juillet, les militants du parti désignent un binôme pour porter la campagne électorale : Ronan Pichon, conseiller municipal et vice-président de Brest Métropole, et Marion Maury, ex-socialiste. Ils ont pour ambition de « permettre le rassemblement des forces de gauche autour d'un projet plaçant la transformation écologique au cœur de toutes les politiques », sans l'« hégémonie d'un parti ».
Le 2 septembre, les adhérents EELV et sympathisants pour une liste écologiste ont décidé à l'unanimité de « proposer une liste verte et ouverte aux municipales », invitant « quiconque [qui] entend porter ces combats [écologiques] à se joindre au mouvement ». Les autres partenaires de la majorité, dont EELV faisait partie pendant la précédente mandature, déplorent vivement cette décision,.
Le 1er octobre, Ronan Pichon est désigné tête de liste. Au cours de l'automne, la liste s'étoffe avec les alliances de l'UDB, de Génération.s, des Radicaux de Gauche puis de Génération écologie. Le 22 décembre, la liste annonce dans un communiqué être rejoint par deux militants, dont une conseillère municipale, de Brest Nouvelle Citoyenneté, qui a pourtant voté le soutien à François Cuillandre. En janvier, deux élus socialistes, dont le concurrent à la primaire PS Thierry Fayret, souhaitent intégrer la liste, affirmant que « ce que porte aujourd’hui le PS au niveau national rejoint très largement les idées que Brest Écologie Solidarités veut mettre en place ». Après un vote de chaque formation politique qui compose la liste, ils intègrent cette dernière et quittent le PS.

##### Union démocratique bretonne
Fin octobre, les militants de l'UDB votent « à une large majorité » une alliance avec la liste EELV, rompant ainsi les liens qui existaient avec le PS.

##### Génération.s
Rejetant dès décembre 2018 une alliance avec le Parti socialiste, Génération.s annonce en septembre 2019 être « en capacité de créer une liste » mais préfère appeler au « rassemblement de toutes les forces de gauche » autour d'un projet sur « l’écologie, la solidarité, l’accueil des migrants ou la citoyenneté ». Le parti réaffirme cette position en octobre 2019. Le 4 novembre, une vingtaine de militant désigne « à l'unanimité » Xavier Hamon, frère de Benoît Hamon, comme tête de liste. Il rappelle que la gauche ne peut gagner qu'en étant unie. Le 27, le parti annonce une alliance avec EELV.

##### Génération écologie
Le 6 décembre, Pascal Kerbérénès, conseiller municipal d'opposition qui a récemment rejoint Génération écologie, déclarer « souhaite[r] favoriser la victoire de la liste conduite par François Cuillandre ».
Ne pouvant « accepter des manœuvres de dernière minute visant à cautionner la liste du maire sortant », les instances nationales le désavouent quelques jours plus tard dans un communiqué et annonce soutenir la liste de Ronan Pichon.

#### La République en marche et alliés

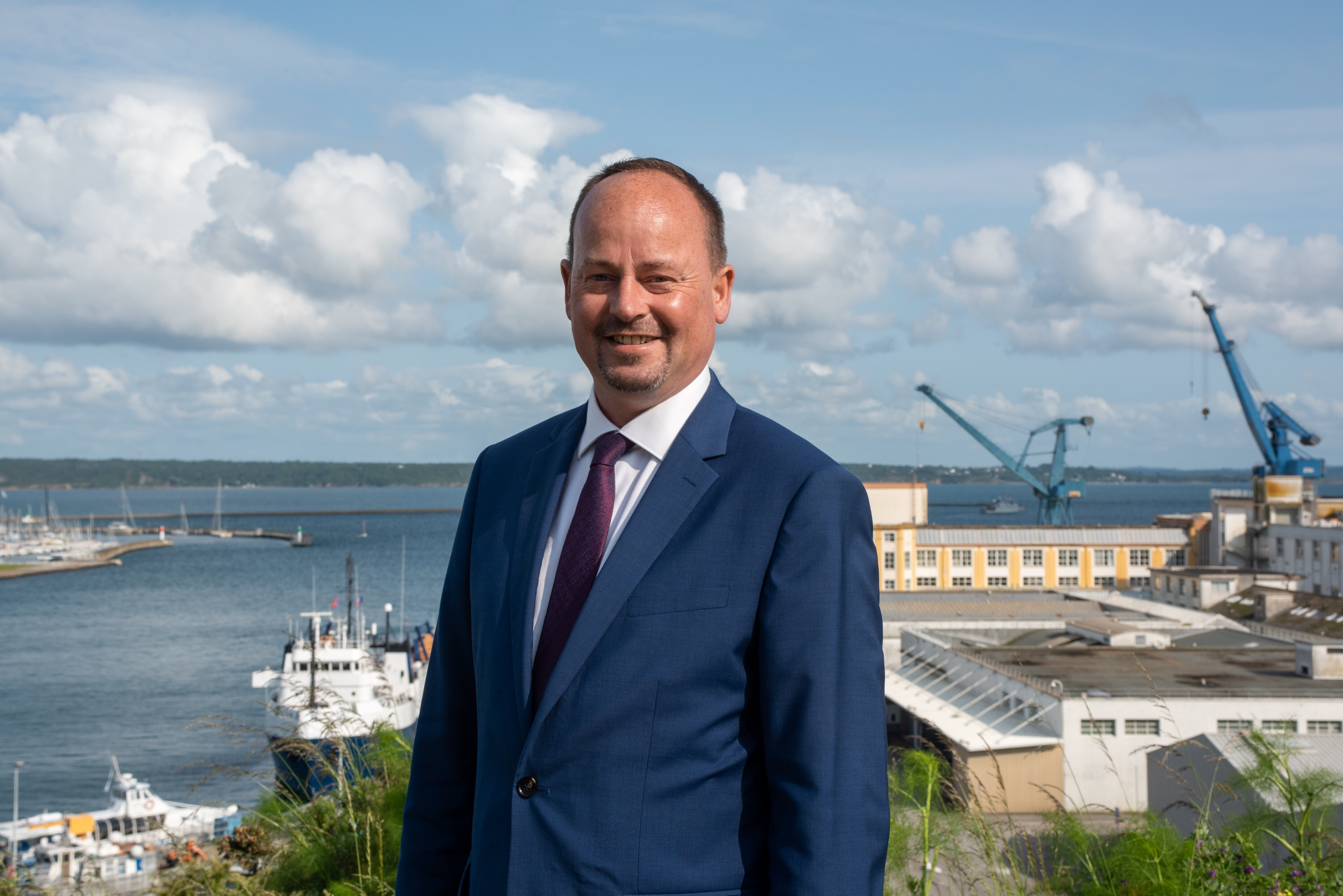
Marc Coatanéa.

Cinq membres de La République en marche sont candidats à l'investiture de leur parti : Marc Coatanéa, ancien responsable de la fédération finistérienne du Parti socialiste, conseiller régional, conseiller municipal et ancien vice-président de Brest Métropole,, Mikaël Cabon, déjà candidat en 2008 pour le Mouvement démocrate, Thierry Gémonet, ancien militant de l'Union pour un mouvement populaire, Anne Gélébart-Paupy, professeure de philosophie, et Guillaume Croiset.
Le 10 juillet 2019 la commission nationale d'investiture valide l'investiture de Marc Coatanéa. Celui-ci défend un projet en « co-construction » avec les habitants « quel que soit leur parcours politique d'avant », autour de la transition écologique, de l'amélioration du cadre de vie et de la redynamisation du centre-ville. La liste conduite par Marc Coatanéa prend le nom de « Marchons pour Brest ! ».
Le 29 octobre, LaRem et le MoDem annoncent former une alliance « construite sur des valeurs et des idées partagées [qui] s’inscrit pleinement dans la démarche de renouvellement portée par les candidats ». En décembre, cette alliance est complétée avec Agir.
Il reçoit le soutien de Jean-Yves Le Drian, ancien président de la région Bretagne.

##### Mouvement démocrate
En juin 2019, le collectif Brest Demain est créé par le Mouvement démocrate et des personnes de la société civile dans le but de « rassembler différentes sensibilités républicaines sur un axe central ». Une plateforme en ligne est ouverte par la même occasion pour recueillir les avis des habitants de Brest.
Le 18 juillet 2019, le MoDem désigne David Guillerm comme chef de file du parti pour l'élection.
Le 29 octobre, le MoDem et LaRem annoncent former une alliance « construite sur des valeurs et des idées partagées [qui] s’inscrit pleinement dans la démarche de renouvellement portée par les candidats ». Une conseillère municipale du Rassemblement pour Brest, issue du MoDem, critique cette décision « imposée par les instances parisiennes ». David Guillerm lui reproche d'avoir été absente des dernières réunions et de ne pas avoir participé à une « décision collective et validée localement par une majorité des adhérents ».

##### Agir
Avant la désignation de la tête de liste de La République en marche, Laurent Guillevin, délégué territorial d'Agir, met en garde le parti présidentiel en juin 2019 s'il venait à choisir Marc Coatanéa. Il prend position pour Stéphane Roudaut, maire de Gouesnou.
Le 2 décembre, le comité national désigne Yannick Lossouarn comme chef de file, qui a la tâche « de négocier avec les listes susceptibles d’accueillir des membres » du parti. Le 13 décembre, ce dernier annonce dans un communiqué son alliance la liste "Marchons pour Brest !" dont le programme « est le plus conforme à réunir autour des idées progressistes et humanistes, chères à notre engagement ».

#### Rassemblement pour Brest et alliés

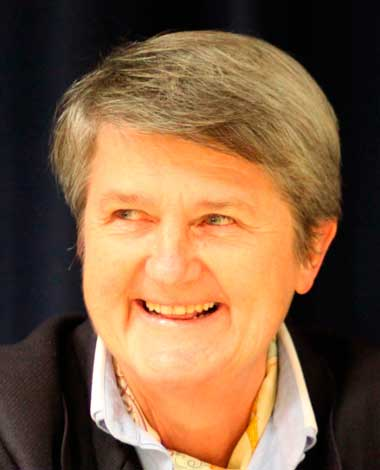
Bernadette Malgorn.

Bernadette Malgorn, cheffe du parti local Rassemblement pour Brest et déjà candidate pour la droite en 2014, annonce régulièrement vouloir se représenter pour l'élection de 2020. Elle officialise sa candidature le 18 octobre 2019 et déclare que sa liste ne demandera « aucune investiture de partis politiques ». Le programme aborde les thématiques de la sécurité, l’environnement, le pouvoir d’achat et la solidarité envers les plus fragiles, l’économie et l’attractivité du territoire, l’école, les déplacements et l’avenir maritime et naval de Brest.
Valérie Pécresse est venue à Brest afficher son soutien.

##### Union des démocrates et indépendants
En juin 2019, la conseillère municipale Nathalie Collovati avait déclaré, conjointement avec Agir, que « partir avec Marc Coatanéa [de LaREM], pour moi non plus cela ne sera pas possible ». Le mois suivant, après la désignation de ce dernier, elle semble se raviser et explique ses propos : « Je répondais au comité d’En Marche, qui disait que pour être sur la liste aux municipales, il fallait soutenir Emmanuel Macron aux Européennes. Fin mai, on était divisés mais aujourd’hui, il faut qu’on se rassemble. ».
Le 6 septembre, la commission nationale d’investiture de l’UDI désigne Nathalie Collovati tête de liste du parti pour les prochaines élections. Elle souhaite donner la priorité au « bien-être des habitants, l’attractivité du territoire et la transition écologique ». Elle annonce le 11 janvier 2020 se joindre à la liste DVD du RPB, à titre personnel seulement, car le parti semble ne pas avoir encore pris sa décision.

#### Rassemblement national
En décembre 2019, le Rassemblement national annonce mettre tout en œuvre pour former une liste aux prochaines élections. Sur cette liste, on pourrait retrouver des candidats de la droite traditionnelle, dont certains issus la liste DVD de Laurent Prunier. Les instances LR rappellent dans un communiqué que « tout adhérent qui s’engagerait aux côtés du parti frontiste ferait l’objet d’une procédure immédiate d’exclusion ». Le 24 janvier 2020, Renée Thomaïdis, conseillère régionale, est nommée sans surprise tête de liste.

#### Collectif brestois pour une liste citoyenne
Inspiré de l'expérience menée à Saillans, un projet de liste dite « 100 % citoyenne » est annoncé par le Collectif brestois pour une liste citoyenne. La volonté du comité, fondé en 2018, est l'instauration d'une démocratie participative pour « redonner la parole au citoyen de base » face à une démocratie « réduite au seul droit de vote ». Une première réunion publique organisée en janvier 2019 est marquée par la participation de Charlotte Marchandise, candidate sans étiquette à l'élection présidentielle de 2017 issue de LaPrimaire.org.
Le collectif souhaite « former un lobby citoyen qui restera actif après les élections, avec l'objectif de faire vivre une nouvelle culture politique ».
Le 24 janvier 2020, 200 noms sont tirés au sort pour constituer la liste, mais plusieurs semaines après le collectif déplore « trop peu de retours ». Mi-février, il lance donc un appel à candidature. Le 19 février, les 57 places des candidats ont été attribuées par tirage au sort parmi l'ensemble des volontaires.

#### Liste sans étiquette

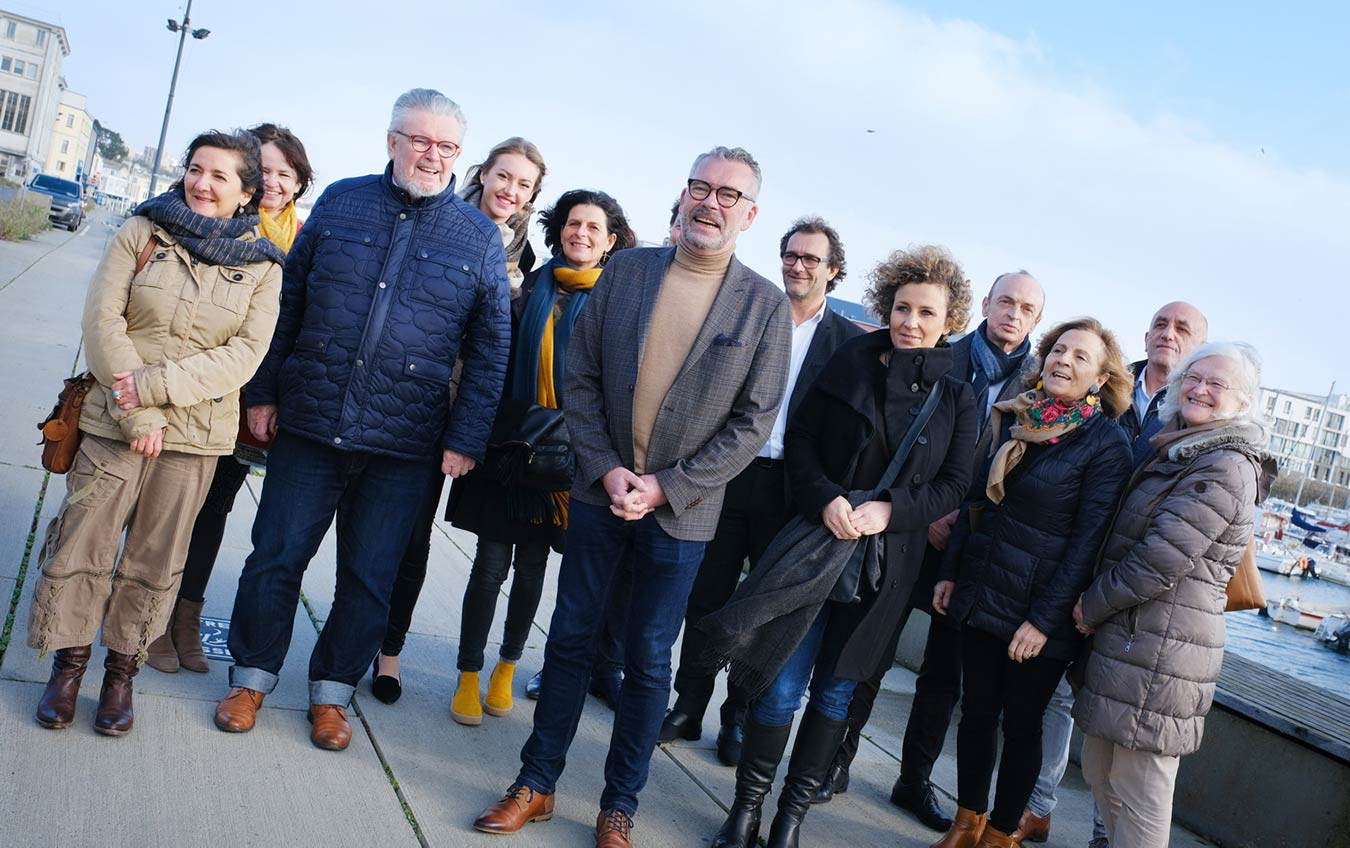
Pascal Olivard entouré de son équipe.

Le 3 octobre 2019, l'ancien président de l'UBO, Pascal Olivard, annonce vouloir conduire une liste ouverte, avec la volonté de « réinventer les solidarités qui sont dans l'histoire et les gènes de la ville ». Cette liste est dénommée « Brest, imaginons demain ! ».

### Candidatures potentielles

#### Les Républicains
Encore fragilisé par les deux listes de droite aux élections municipales de 2014, Les Républicains hésitent entre créer une liste ou soutenir celle de Bernadette Malgorn. Philippe Paul, président départemental, rejette en août 2019 une alliance avec La République en marche et Agir.

#### Union populaire républicaine
Gaëtan Ségalen, candidat de l'Union populaire républicaine, assure début février 2020 avoir « bon espoir » de mener une liste.

### Candidatures retirées
En début d'année 2018, on prête à Stéphane Roudaut, maire de Gouesnou et vice-président de Brest Métropole, des intentions pour une possible candidature à Brest. Ancien élu Les Républicains, il soutient publiquement la liste LaRem pour les élections européennes. La presse y voit une façon de se positionner pour les élections municipales. En novembre 2019, il annonce finalement se représenter à Gouesnou mais ne cache pas avoir réfléchi à une candidature à Brest. Malgré des « arguments convaincants », il explique avoir « beaucoup d’estime et de respect pour François Cuillandre » et ne souhaite pas « [s]e présenter contre lui ».

## Propositions et programmes
Marc Coatanéa ("Marchons pour Brest !") est le premier à présenter plusieurs propositions, qui concernent la sécurité, au cours d'une réunion publique en octobre. Pierre-Yves Cadalen, tête de liste FI, donne quelques jours plus tard ses premières propositions afin de « démocratiser la ville, l’organiser autour de l’écologie sociale, défendre l’égalité sociale et les quartiers populaires, favoriser l’implication des Brestois ». Il souhaite entre autres plafonner les indemnités du maire et du président de métropole, mettre en place un référendum révocatoire, augmenter le budget participatif, rendre gratuits les transports publics et les cantines.
Les deux derniers mois de l'année 2019 sont riches en propositions de la part des candidats. Le 12 novembre, Marc Coatanéa annonce ses premières mesures environnementales. Dans la foulée, Bernadette Malgorn dévoile ses propositions sur la sécurité le 15 novembre, sur la culture et le patrimoine le 26 novembre et son programme maritime le 11 décembre.
Le 4 février 2020, Marc Coatanéa est le premier à présenter son programme dans son intégralité, avec plus de 100 propositions.

### Thèmes de campagne

#### Sécurité
Les premières propositions de Marc Coatanéa portent sur la sécurité. Le candidat de la liste "Marchons pour Brest !" se prononce pour la création d'une police municipale, la mise en place de caméras de vidéo-protection et de vidéosurveillance. Ces questions s'invitent au conseil municipal du 10 octobre, un mois après un nouveau règlement de comptes dans un quartier de Brest. La majorité, par la voix de l'adjoint à la tranquillité urbaine, estime que « la répression n’est pas le rôle de la collectivité » tandis qu'une élue de l'opposition accuse la municipalité « de minimiser la délinquance à Brest ». Favorable à ces mesures, Bernadette Malgorn rappelle qu'elle les avait proposées aux élections municipales de 2014. Elle souhaite également transférer des commissariats de quartier à la Police nationale. Pascal Olivard, tête de liste sans étiquette, souhaite également une police municipale de proximité, non armée et à vélo, ainsi qu'une expérimentation de la vidéo-protection entre la rue Jean-Jaurès et rue de Siam notamment. François Cuillandre, maire sortant qui s'est toujours opposé à cela, propose plutôt des brigades de tranquillité urbaine, l'une dans l'espace public l'autre dans les transports en commun. Elles « veilleront au respect des règles communes, verbaliseront les incivilités et pourront saisir la police nationale en cas de besoin. ». "Brest à Venir" préfère augmenter les effectifs de police nationale et créer des médiateurs disponibles de jour comme de nuit. La liste "Bretagne Écologie Solidarités", dont les élus du groupe EELV avaient déjà rejeté l'idée de vidéo-protection par le passé, indique dans son programme vouloir recruter plus de médiateurs, renforcer les équipes d'éducateurs de rues et de mettre en place une politique de la nuit. Renée Thomaïdis (Rassemblement national) fait de la sécurité un axe fort de sa campagne, au point de nommer sa liste "Vivre en sécurité à Brest". Elle reproche notamment à « l'État macroniste et François Cuillandre d'être les co-responsables du chaos qui s'installe » et parle d'« ensauvagement de la ville ».

#### Seconde ligne du tramway et transports en commun
Envisagée dès 2003, la seconde ligne du tramway est confirmée plusieurs fois par François Cuillandre qui assure avoir « dit que la première ligne appelait la deuxième. D’ailleurs, si on avait pu faire les deux en même temps, on l’aurait fait. »,. Elle doit relier la Gare à l'hôpital de la Cavale Blanche en passant par Bellevue. Un deuxième pont, à côté du pont Schuman, est imaginé et pour accéder au port, un projet d'ascenseurs urbains est soumis à la concertation. En raison de difficultés techniques, une ligne de BHNS est préférée pour rejoindre Lambézellec depuis la gare. Une hausse du versement transport (de 1,8 à 2 %) est prévue pour financer tout cela, ce que dénonce en 2019 l'opposition de droite. Bernadette Malgorn, contre cette seconde ligne en 2014, demande une comparaison entre le tram et le BHNS.
En novembre 2019, dans le cadre des élections municipales, Marc Coatanéa affiche son ambition de mettre en place un trolley nouvelle génération comme seconde ligne structurante, en lieu et place du tramway. Cette proposition reprend les exemples de lignes installées notamment à Lyon, Saint-Étienne ou Limoges. Le candidat de "Marchons pour Brest !" souhaite développer en tout 31 km de desserte : 15 km entre la zone du Vern à l'Ouest et Océanopolis (en passant par le tracé initial du tramway et le port de commerce), 8 km entre la station Porte de Plouzané et le bourg de Plouzané pour desservir le Technopôle Brest-Iroise, 8 km enfin entre la place de Strasbourg et le bourg de Guipavas. Avec 31 km, le projet reste néanmoins moins coûteux que celui de la majorité sortante (5,4 km de tramway et 4 km de BHNS). Cette proposition suscite une vive réaction de la part du vice-président aux transports à Brest Métropole, Yohann Nédelec, qui parle sur son blog de « proposition de bout de ficelle ». Ses arguments sont contrés quelques jours plus tard par Marc Coatanéa qui « accable l'ignorance » de l'élu à la suite de « sa déclaration remplie d'inexactitudes factuelles ».
Pascal Olivard, s'interrogeant sur le coût du trolley, appuie le projet tramway-BHNS mais abandonne l'idée des ascenseurs. Il projette plutôt la mise en place de navettes électriques haute fréquence entre le port et le centre-ville. Bernadette Malgorn réaffirme quant à elle sa volonté d'étendre l'offre de BHNS, jugés plus souple que les rails. La liste "Brest Écologie Solidarités", dans sa réponse au courrier d'Ifremer et IMT Atlantique, s'engage à réaliser le projet de l'équipe sortante, d'ajouter 42 millions d'euros au budget pour améliorer la desserte en bus et de créer une ligne maritime entre Plougastel, Brest et Sainte-Anne-du-Porzic. L'utilisation de bus à hydrogène est envisagée par "Vivre en sécurité à Brest".
"Brest à venir" ne remet pas en question le projet de la majorité sortante mais se démarque en proposant la gratuité des transports en commun. Motivé par les exemples qui se développent ailleurs en France, comme à Dunkerque, Pierre-Yves Cadalen mise grâce à la gratuité sur une hausse de la fréquentation. Il est rejoint par la liste Lutte ouvrière sur ce sujet. Les autres candidats envisagent plutôt une amélioration de la tarification sociale, notamment pour les étudiants, avec une gratuité partielle selon les jours (Pascal Olivard), les publics (Marc Coatanéa, Ronan Pichon, François Cuillandre) ou les deux critères réunis (Renée Thomaïdis). La liste citoyenne préfère consulter les citoyens par référendum pour instaurer la gratuité comme la seconde ligne.

Principal enjeu sur les questions de mobilité, la réalisation de la seconde ligne du tramway. Plusieurs listes proposent des alternatives à ce projet.
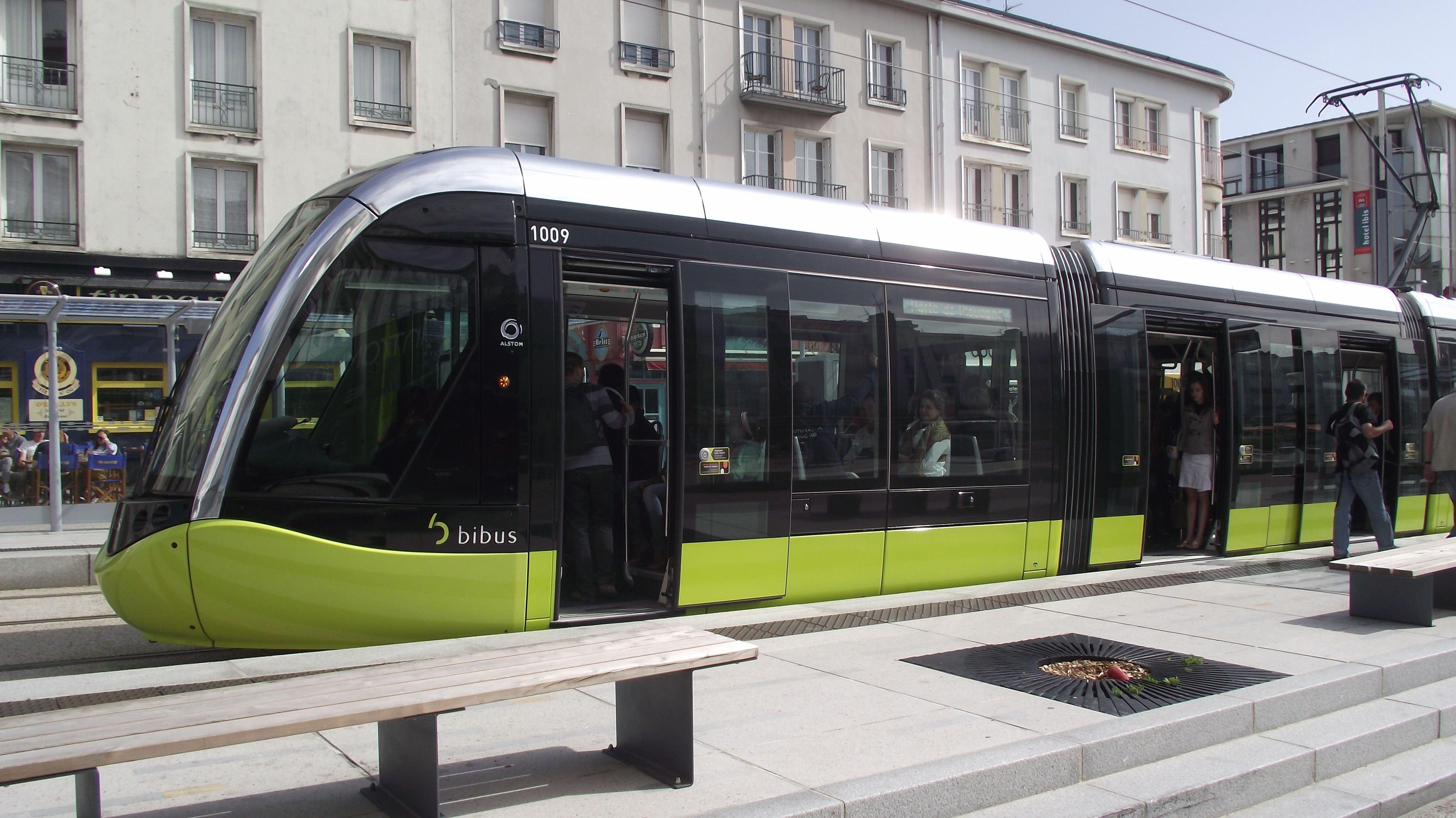
Tramway.
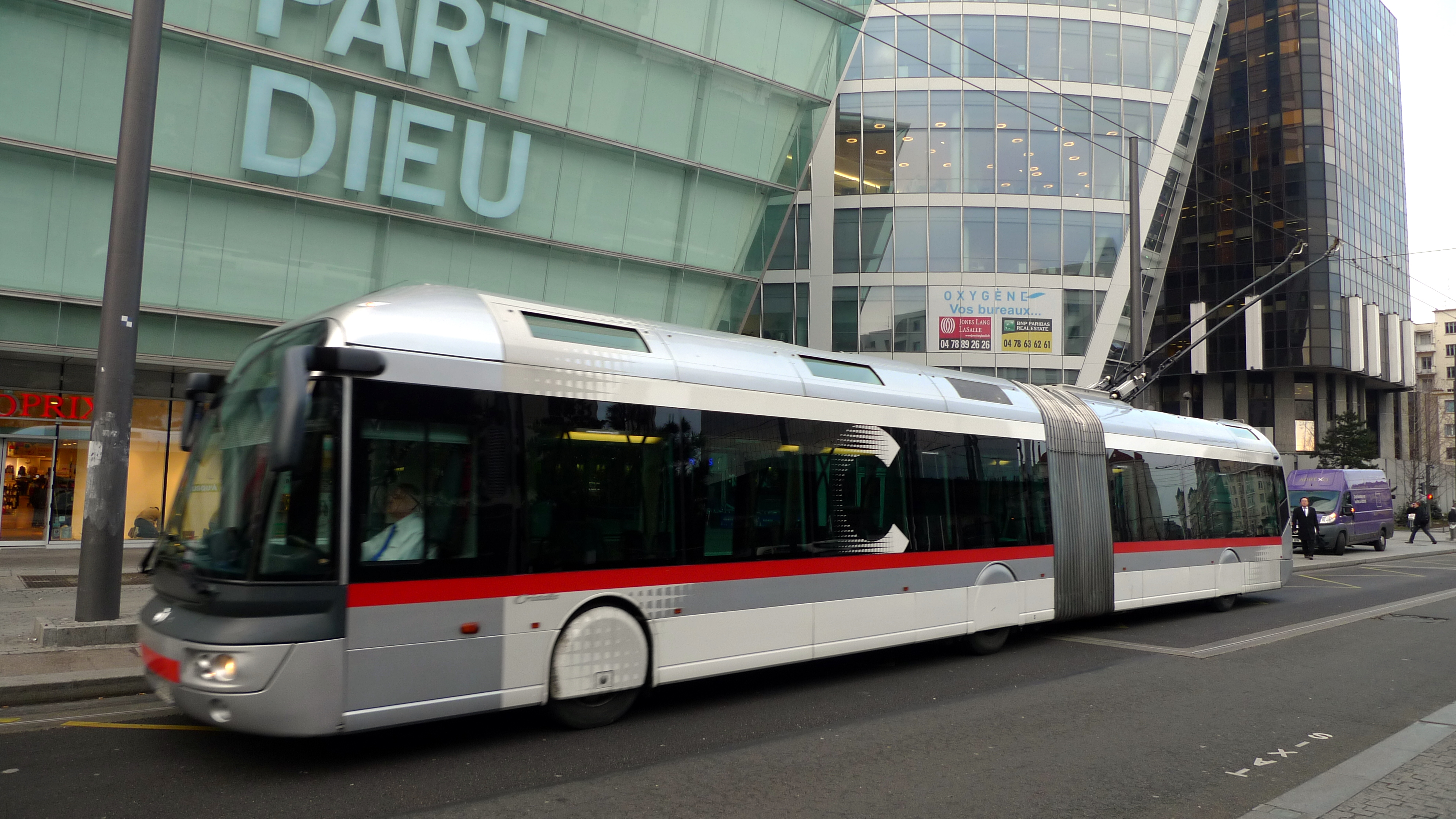
Trolley (ici à Lyon).
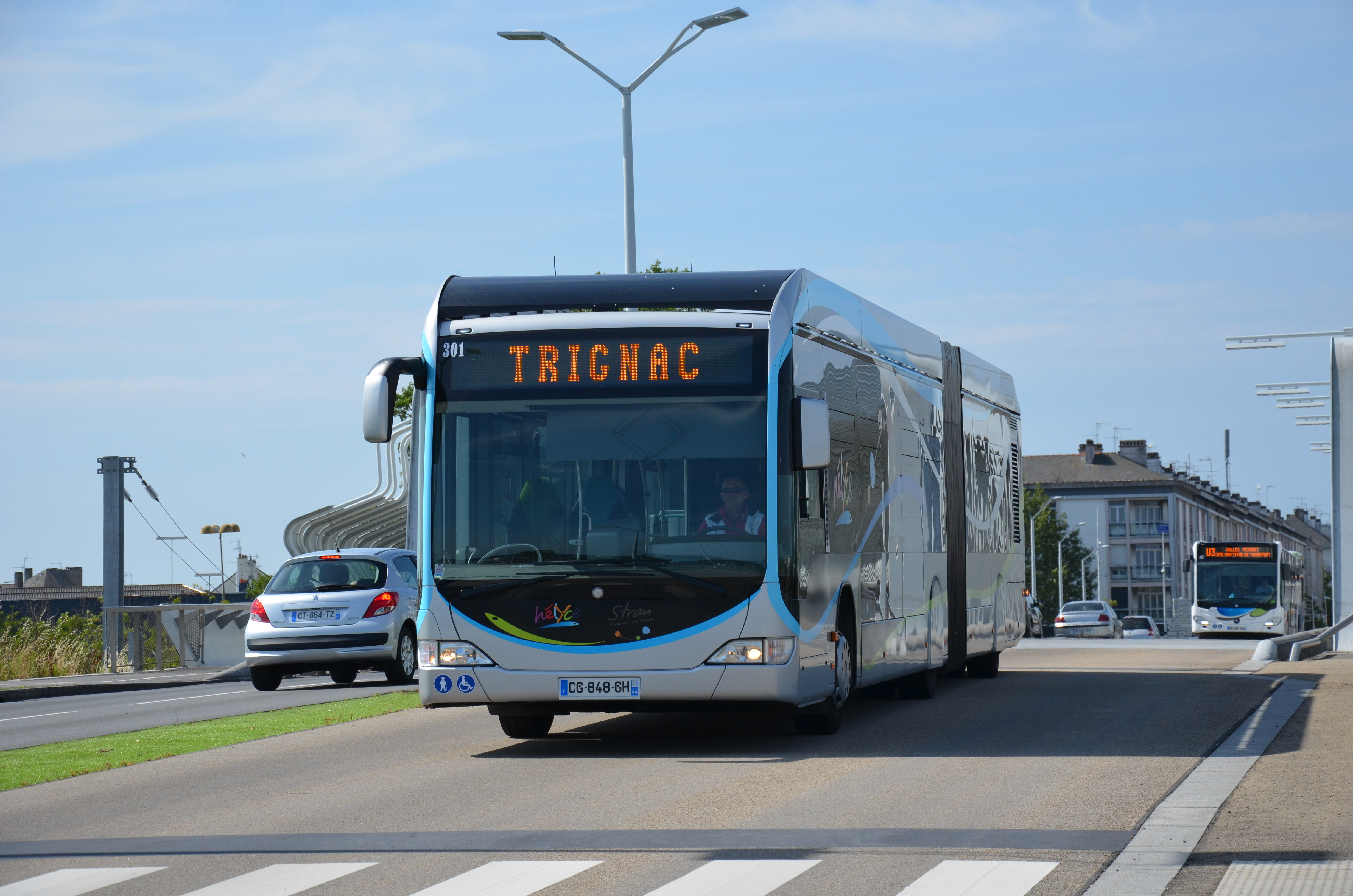
BHNS (ici à Saint-Nazaire).
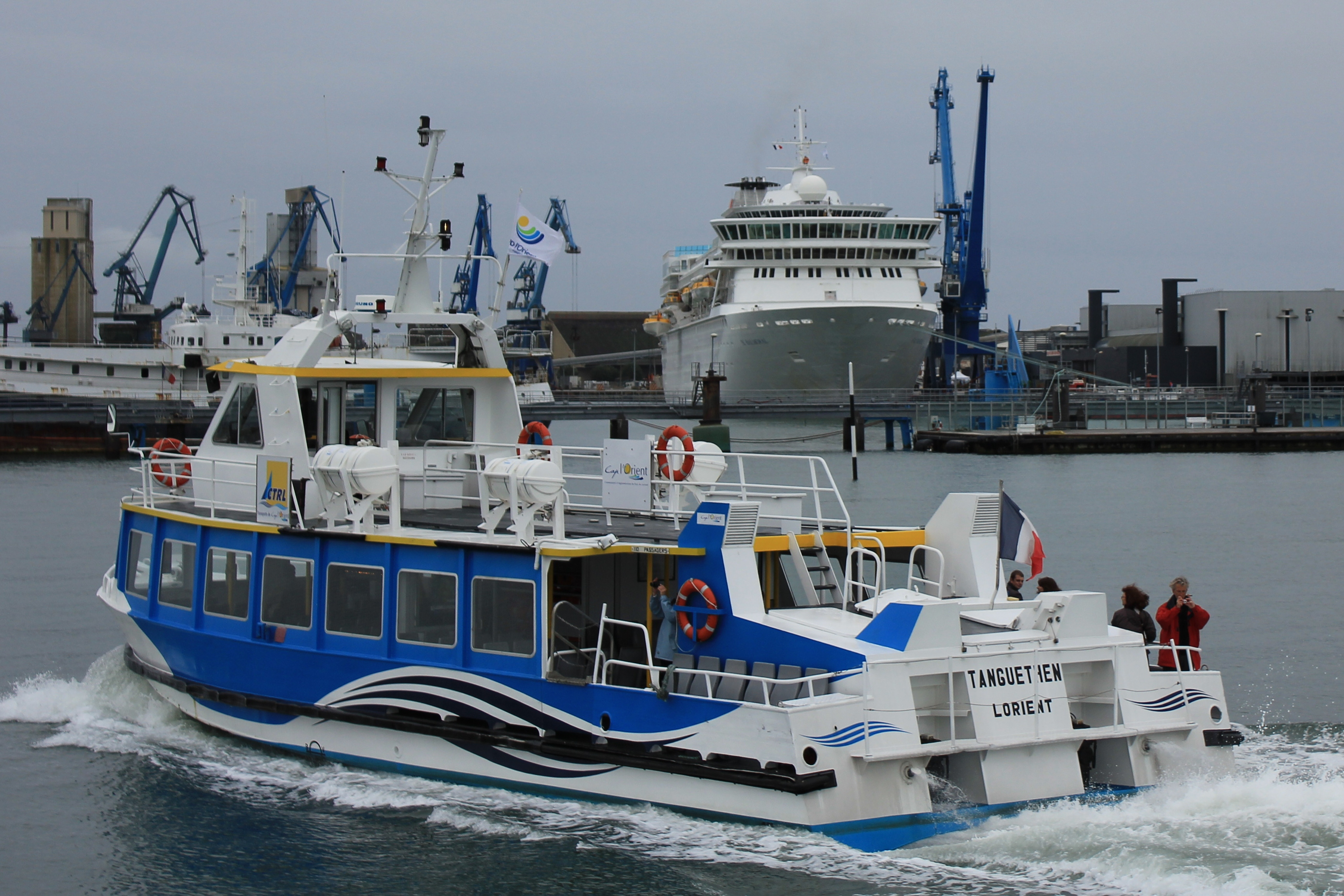
Bateau-bus (ici à Lorient).

#### Nouveau stade de football au Froutven

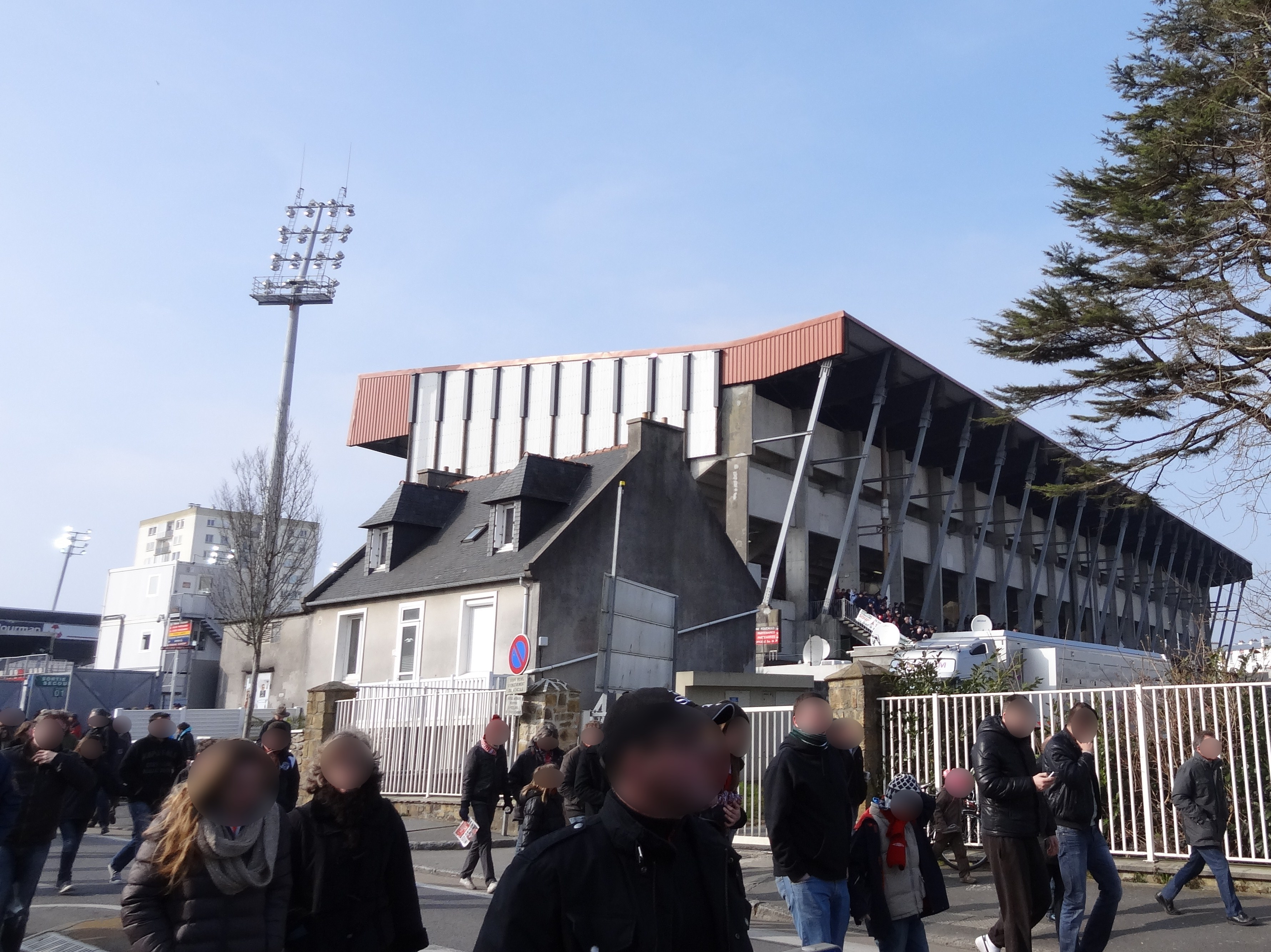
Les contraintes autour du stade Francis-Le Blé poussent les listes à s'interroger sur sa rénovation ou la construction d'une nouvelle enceinte.

Début janvier 2020, "Brest Écologie Solidarités" annonce souhaiter « réinterroger les différents projets prévus qui déplacent de l’activité de ville à sa périphérie ». Parmi eux, la construction du nouveau stade de football avec fonds privés, sur le site du Froutven, alors qu'une rénovation du stade actuel est jugée possible. Le président du Stade brestois répond quelques jours plus tard qu'« il n’est plus possible d’imaginer, à court comme à long terme, un avenir pour le club au stade Francis-Le Blé ». Il liste d'ailleurs les contraintes : difficultés de circulation, de stationnement et de nuisances sonores autour de l'enceinte sportive, tribunes pas aux normes, accessibilité pour PMR à revoir, nombreuses dérogations qui pourraient mettre en péril l'avenir du club en Ligue 1. En outre, le coût de la rénovation (estimée à 50 millions d'euros), « sans solutions business et de naming, serait à la charge de la municipalité et donc des Brestois » car le stade Francis-Le Blé appartient à la ville. Interrogé par des supporters, Marc Coatanéa approuve le projet du club, appréciant « une alternative moins coûteuse à notre ville ». Cet avis est partagé par François Cuillandre et Bernadette Malgorn, celle-ci déclarant que cette structure « paraît très porteuse pour l’attractivité de Brest ». Le projet de rénovation est soutenu par Pascal Olivard et Pierre-Yves Cadalen, qui défendent tous deux l'atout d'avoir un stade en centre-ville. "Brest imaginons demain" envisage un stade modernisé de grande capacité (20 000 places) pour accueillir événements sportifs et spectacles. "Brest à venir" propose de « concéder un bail de 99 ans au Stade Brestois pour Francis-Le Blé, afin de lui permettre d’avoir une visibilité et d’y accomplir les travaux qu’il souhaite ». Renée Thomaïdis opte également pour « l’optimisation financière de sa rénovation ». La liste citoyenne annonce un référendum concernant la rénovation, et en cas de réponse négative, un autre sur la construction.
Comme le rappelle toutefois Ouest-France, la construction du nouveau stade ne concerne pas la ville de Brest, mais Brest Métropole, propriétaire du terrain, et Guipavas, commune d'accueil.
En cas de construction de celui-ci, l'avenir de l'ancien stade reste à déterminer. Pour "Brest au cœur !", il sera à terme détruit pour créer une réserve foncière. "Marchons pour Brest!" souhaite d'abord organiser « une grande consultation publique » pour connaître les idées des Brestois sur la question. Quant à "Brest, c'est vous", le devenir de l'enceinte sera étudié en fonction de deux aspects : « l’état des lieux des équipements sportifs brestois que nous réaliserons [...] afin de mesurer les besoins, et le réaménagement urbain que nous envisageons pour la place de Strasbourg et le haut de Jaurès pour marquer l’entrée de ville ».

### Autres propositions thématiques
| Candidats                  | Démocratie et citoyenneté | Culture | Éducation                                                                      | Transparence et éthique | Langue bretonne |
| -------------------------- | --- | --- | ------------------------------------------------------------------------------ | --- | --- |
| Pierre-Yves Cadalen Projet | Instaurer de nouveaux conseils de quartier Renforcer progressivement le budget participatif (de 10 à 25 %) Instaurer le référendum d'initiative populaire Instaurer le référendum révocatoire à mi-mandat Droit d'interpellation citoyenne en conseil municipal | Créer un musée de l'histoire de Brest (à Pontaniou), relatif aux sciences et techniques | Revenir à la semaine de 4 jours Temps d'activité périscolaire (TAP) gratuits   | Intégrer des citoyens tirés au sort dans les commissions du conseil municipal Transparence dans l'attribution des places en crèche Charte d'Anticor signé par tous les élus | Renforcer les filières bilingues publiques existantes |
| Marc Coatanéa Projet       | Instaurer des conseils collaboratifs de quartier (CCQ) présidés par des citoyens Passer le budget participatif à 1,5 million d'euros par an (dont une partie est attribuée aux CCQ) Transformer les mairies de quartier en maison des citoyens, avec de nouvelles fonctions Délocaliser certains conseils municipaux dans les quartiers Créer un conseil municipal des jeunes | Repenser et rénover le carré des Arts et le musée des Beaux-Arts Créer une maison des artistes (à Pontaniou) Valoriser les cultures urbaines avec un festival 500 000 € du budget participatif dédié à la création artistique                                                                         | Réexaminer les rythmes scolaires avant un vote                                 | Créer une commission de contrôle financier Commission d'appel d'offre présidéE par un élu d'opposition Transparence dans l'attribution des logements sociaux, des crèches, des subventions aux associations Rendre accessibles les données publiques (open data) Garantir la souveraineté numérique des données par une charte | Développer la communication des événements de culture bretonne Créer un concours d’éloquence Traduire l’ensemble des modèles de courriers de la collectivité                     |
| François Cuillandre Projet | Instaurer des conseils citoyens par quartier et des conseils consultatifs thématiques Doubler le budget participatif (1 million d'euro par an) Instaurer la pétition citoyenne Droit d'adresse en conseil municipal | Rénover le carré des Arts, avec un musée plus ambitieux Renforcer l'art dans l'espace public Gratuité des médiathèques publiques pour les jeunes | Conserver la semaine de 4 jours et demi                                        | | Ouvrir une école bilingue par quartier Installer systématiquement une signalétique bilingue Atteindre le niveau 2 de la charte Ya d’ar brezhoneg                                 |
| Bernadette Malgorn Projet  | Instaurer de nouveaux conseils de quartier Déconcentrer le budget participatif Renforcer le rôle des mairies de quartier Créer un conseil municipal des enfants et des aînés Étendre l'expression des groupes politiques | Rénover le musée et améliorer le carré des Arts Repenser le musée de la tour Tanguy et créer un espace dédié à la mémoire ouvrière aux Capucins Créer une manifestation liée aux livres | Revenir à la semaine de 4 jours Remplacer les TAP par un dispositif découverte | Mettre en place un déontologue indépendant et un plan anti-corruption Publier les frais de bouche et de voyage des élus Transparence sur les dossiers et les procédures grâce à l'open data Charte de déontologie pour tous les élus                                                                                           | Valoriser l'enseignement et la recherche Renforcer la communication dans la vie quotidienne                                                                                      |
| Pascal Olivard Projet      | Instaurer des conseils citoyens de quartier, avec un budget et un pouvoir de saisine Renforcer le budget participatif Instaurer le référendum d’initiative locale | Repenser les collections du musée Introduire massivement l'art dans l'espace public Gratuité des bibliothèques publiques | Revenir à la semaine de 4 jours Repenser les TAP                               | Créer une commission d'éthique et d'intégrité Charte de déontologie pour tous les élus | Promouvoir les filières bilingues existantes Poursuivre l'installation de panneaux bilingues Respecter la charte Ya d’ar brezhoneg                                               |
| Ronan Pichon Projet        | Conserver les conseils de quartier mais choisir leur présidence parmi les conseillers de quartier Conforter le budget participatif Instaurer un droit à la pétition (5 % du corps électoral) pour interpeller les élus et obtenir un avis du conseil Suppression du vote électronique et retour au vote papier Mettre en place une assemblée du temps long à mi-mandat        | Rénover le musée et réaménager le Carré des Arts Réintroduire l'art dans les politiques d’urbanisme et d’aménagement Développer des résidences d’artistes dans tous les quartiers Protéger et valoriser le patrimoine matériel et immatériel (sites historiques, mémoire ouvrière, nom de rues, etc.) | Conserver la semaine de 4 jours et demi Répartir les TAP sur deux jours        | Rendre accessibles les données publiques (open data) Signature d’une charte d’engagement des élus et de la charte Anticor | Développer l'enseignement bilingue Installer systématiquement une signalétique bilingue Respecter la toponymie des lieux Créer une maison de la langue et de la culture bretonne |
| Renée Thomaïdis            | | | Revenir à la semaine de 4 jours                                                | | — |

## Campagne

### Déroulé
Marc Coatanéa démarre sa campagne dès juillet 2019 avec le slogan "Marchons pour Brest !". Il fait le choix d'une permanence itinérante, présente notamment sur les marchés, avec la « volonté d'aller rencontrer directement les Brestois ». Pour les autres listes, les permanences se situent rive gauche. Le 18 octobre, Bernadette Malgorn ("Brest c'est vous !") signe le démarrage de sa campagne en inaugurant son local. Peu de temps avant Noël, c'est au tour du candidat de gauche radicale Pierre-Yves Cadalen de l'imiter ("Brest à Venir"), puis de François Cuillandre (Brest au cœur !") mi-janvier. Elles seront toutes deux dégradées en début d'année 2020. Le 23 janvier, deux députés EELV européens, Damien Carême et Karima Delli, viennent inaugurer le local de "Brest Écologie Solidarités". Le mois suivant, Pascal Olivard, tête de liste "Brest imaginons demain", en fait de même. Le Rassemblement national et la liste citoyenne n'ont pas de local attitré, mais il est possible de rencontrer les candidats de cette dernière dans un bar.
Sur le terrain, "Marchons pour Brest !" organise des réunions publiques et ateliers collaboratifs à partir de septembre 2019. Au début du mois, 80 000 tracts sont distribués dans les boîtes aux lettres des habitants de Brest. Au même moment, Bernadette Malgorn compte distribuer 60 000 tracts d'ici la fin du mois.
Le vendredi 13 décembre, François Cuillandre lance sa campagne avec comme directeur de campagne Yohann Nédelec, maire du Relecq-Kerhuon (le nom de sa liste, "Brest au cœur", ayant été utilisé par la liste de Mikaël Cabon lors des élections municipales de 2008).
Les premiers noms des colistiers sont connus dès novembre. À partir du début du mois, la liste "Marchons pour Brest !" dévoile chaque semaine, sur sa page Facebook, ses colistiers par série. On y retrouve entre autres Mikaël Cabon, ancien candidat aux élections municipales en 2008 et Pierre Karleskind, député européen. Pour les autres listes, quelques-uns sont rendus public dans la presse locale. Chez Bernadette Malgorn, il s'agit de Michel Calonnec, qui revient après avoir quitté son groupe au conseil municipal en 2017, et le secrétaire des Vitrines de Brest. François Cuillandre est rejoint par le président des Vitrines de Brest et Pascal Kerbérénes, conseiller municipal élu en 2014 sur la liste de Bernadette Malgorn. Ce dernier, passé par deux groupes d'opposition, annonce son soutien avec l'étiquette Génération écologie mais il est désavoué par Delphine Batho, présidente du parti. Il n'est finalement pas retenu sur la liste. Ronan Pichon récupère le soutien de deux élus socialistes issus de la majorité sortante, dont Thierry Fayret qui s'était présenté à la primaire PS et qui avait pourtant déclaré au soir des résultats : « Dans un parti, les règles sont claires dès le départ. Nous ferons [avec François Cuillandre] une belle campagne ensemble. ». Ce choix est vivement critiqué par les exploitants de la ferme bio de Traon Bihan, qui juge qu'« on ne se revendique pas écolo pour des intérêts personnels ou du greenwashing ». Ils reprochent notamment à Thierry Fayret, en tant que vice-président chargé de l'urbanisme, d'avoir autoriser la destruction « de la zone humide, de la biodiversité, des arbres centenaires et des terres bio du Vern », au total 400 hectares de terres, pour construire un écoquartier et le futur stade de football. Après un vote, ces deux élus intègrent finalement la liste et quittent par la même occasion le PS.
Les différentes listes sont rendues publiques à partir de janvier 2020. Le 11, François Cuillandre présente les 55 noms de sa liste, très largement renouvelée en raison notamment des nombreuses défections en faveur de la liste de Ronan Pichon. Quelques jours après la présentation, une candidate communiste quitte la liste du maire sortant en raison de désaccords sur le programme. Le 6 février, Pierre-Yves Cadalen présente à la presse la liste "Brest à Venir" comme une « alternative populaire » (47 ans de moyenne d'âge), composée d'« aucun élu sortant » mais dont plusieurs ont déjà été candidats. La presse note que « les professions médicales ou scientifiques sont fortement représentées, de même que les enseignants ». Le lendemain, c'est au tour de "Marchons pour Brest !" de dévoiler l'ordre de ses colistiers « entrepreneurs du territoire » (43,5 ans de moyenne d'âge). Parmi eux, on y trouve seulement deux élus sortants et une majorité de personnes issues de la société civile, jamais engagées en politique. Bernadette Malgorn renouvelle au deux-tiers sa liste "Brest, c'est vous !" (50 ans de moyenne d'âge) par rapport à celle de 2014. La liste "Brest Écologies Solidarités" (47 ans de moyenne d'âge), menée par Ronan Pichon, rend public ses candidats dont 10 élus issus de la majorité sortante et un tiers d'encartés. Pascal Olivard est le dernier à présenter à la presse les colistiers de la liste "Brest, imaginons demain" (47,8 ans de moyenne d'âge) le 19 février. Le 27 février, Brest la liste citoyenne annonce que la composition de la liste est validée par la préfecture. Elle est composée de citoyens n'ayant jamais exercé de mandat politique et qui ont signé une lettre d'engagement intégrant entre autres la Charte de valeurs et de fonctionnement ainsi que la Charte d'Anticor pour les municipales. En revanche, les colistiers de "Vivre en sécurité à Brest" ne sont pas présentés à la presse car « certaines personnes sur la liste ne souhaitaient pas apparaître publiquement » confie Renée Thomaïdis.
Plusieurs semaines avant le scrutin, les journaux locaux publient des portraits de candidats et des focus thématiques de leurs propositions.
Le premier tour se tient en pleine pandémie de maladie à coronavirus et est marquée par une abstention record. Pour cette raison, Pierre-Yves Cadalen estime que « toute lecture de ce scrutin est caduque » tandis que le RN, qui fait moins qu'à l'élection de 2015, pense que son « électorat, plutôt populaire, a cédé à la psychose et ne s’est pas déplacé ». François Cuillandre, en tête, juge son résultat « satisfaisant » au contraire de Marc Coaténéa qui voit le sien comme une « déception », expliquant que son électorat ait pu être capté par Pascal Olivard. Ce dernier, qui échoue à 0,94 % du maintien, exprime sa « grande fierté ». Une quadrangulaire se profile au second tour : Marc Coatanéa refuse toute alliance, notamment avec Bernadette Malgorn, François Cuillandre et Ronan Pichon n'arrivent pas à se mettre d'accord. Le confinement et le report du second tour, annoncées le lendemain des résultats, donnent un coup de frein à la campagne mais ces mesures sont approuvées par les principaux candidats interrogés.
La campagne redémarre doucement avec la perspective d'un second tour en juin. À la faveur d'un long entre-deux-tours, les listes de François Cuillandre et Ronan Pichon trouvent un terrain d'entente et finalement fusionnent, ce qui fait vivement réagir les deux listes restantes. Renée Thomaïdis et Pascal Olivard ne donnent pas de consigne de vote,. Pierre-Yves Cadalen appelle au contraire à s'abstenir au prétexte que « ce second tour est une farce, une mascarade et une parodie de démocratie ».

### Polémiques

#### Affaire Vivre à Brest
Le 17 octobre, François Cuillandre, tête de liste PS, est mis en examen dans le cadre de l'affaire "Vivre à Brest", pour une somme de 4 000 euros (un prêt contracté auprès de l'association pour un de ses proches et qu'il aurait oublié de rembourser). Il souligne « qu’aucun délit n’a été soulevé concernant sa qualité de maire, ni vis-à-vis des contribuables brestois » et compte faire appel de la décision. À la suite de cette mise en examen, le PS brestois voit apparaître des tensions et de nombreuses inquiétudes dans les groupes politiques de la majorité. Après plusieurs semaines de silence, François Cuillandre annonce le 4 novembre dans une conférence de presse maintenir sa candidature, rappelant que « [l]a mise en examen n’est pas une condamnation ». Le bureau national valide son investiture le 19 novembre. Quelques jours plus tard, en dédicace à Brest, François Hollande apporte son soutien au maire sortant et déclare que cette affaire est « un acte de solidarité qui se retourne contre lui ».
Le 6 décembre 2019, lors du conseil de métropole, Julie Le Goïc-Auffret, ex-élue de la majorité, fait un parallèle entre les caisses de grève et le fonctionnement de l'association Vivre à Brest, en écho à un argument formulé par François Cuillandre lui-même un an plus tôt.

#### Différends juridiques entre conseillers métropolitains
Le 25 octobre 2019, la Cour d'appel de Rennes relaxe la conseillère municipale et métropolitaine Julie Le Goïc-Auffret et un ancien salarié du Conseil départemental, Jérôme Abbassène, des faits de diffamation après un procès intenté par le directeur de campagne de François Cuillandre, Yohann Nédélec, maire du Relecq-Kerhuon et Premier Secrétaire du Parti socialiste du Finistère. La Cour d'appel retient la bonne foi des accusés qui avaient alerté, après la parution d'articles dans la presse locale, sur un possible intérêt privé de Yohann Nédélec dans l'élaboration du PLU de la métropole. De plus, comme une association locale anti-corruption ainsi que l'opposition au conseil municipal du Relecq-Kerhuon, ils avaient dénoncé l'embauche douteuse par le maire du Relecq-Kerhuon, également président du centre de gestion, de Renaud Sarabezolles, son propre premier adjoint et époux de la présidente du Conseil départemental, au poste de directeur du SIVU de l'Elorn, une structure qui gère trois EHPAD. Une enquête préliminaire avait été ouverte sur ce sujet.

#### Élection de la tête de liste PS
Le 3 juin 2022, le Télégramme révèle que « l’ancien premier adjoint au maire de Brest, Thierry Fayret, a saisi la justice contre le PS. Il affirme que des entorses aux règles du parti ont eu lieu lors de ce scrutin interne ». Le 26 septembre 2022, Thierry Fayret sort de son silence et donne des explications sur son blog concernant l’assignation en justice du PS. Interrogé par le Télégramme, il dit que François Cuillandre n’était pas à jour de ses cotisations d’élu sur le mandat passé au moment de la désignation de la tête de liste PS et ne pouvait pas être candidat selon les statuts du PS : « François Cuillandre n’a réglé que 6 800 €, oubliant de verser a minima 50 000 € à son parti ». De son côté, le PS affirme que « L’investiture a été conforme à nos règles statutaires ».

### Débats
Lors de sa venue pour l'émission Dimanche en politique le 3 novembre sur France 3 Bretagne, Pierre-Yves Cadalen débat avec Marc Coatanéa sur les problématiques de sécurité à Brest.
Le 29 janvier 2020, une réunion publique avec tous les candidats déclarés (hormis le Rassemblement national, absent, Lutte ouvrière et POID, pas encore connus) est organisée par l'association Coucou Recou qui s'interroge sur la place de l'élu et du citoyen dans le quartier de Recouvrance. Le 15 février, un débat est organisé à l'initiative du Télégramme dans leur caravane de campagne, devant les halles Saint-Martin. Tous les candidats (sauf une nouvelle fois Renée Thomaïdis, et Rogez Calvez, pour le POID, pas encore déclaré) ont pu exposer leurs propositions en matière de sécurité. Le débat diffusé le 10 mars, organisé par Tébéo et Le Télégramme, permet à toutes les têtes de listes de s'exprimer sur les principaux thèmes de campagne. France 3 Bretagne réunit quelques jours plus tard, aux Capucins, les 5 principaux candidats pour un dernier débat avant le 1er tour : Marc Coatanéa, Pierre-Yves Cadalen, François Cuillandre, Bernadette Malgorn et Ronan Pichon (Renée Thomaïdis ayant décliné pour cause de maladie). Ils abordent à cette occasion trois sujets : la sécurité, la mobilité et le devenir du stade Francis-Le-Blé, avant de répondre aux questions d'un invité mystère, Jean-Philippe Metgès, médecin au CHU de Brest, concernant l'attractivité du territoire.

### Campagne parodique
Une campagne parodique voit le jour sur Twitter dès la rentrée 2019. Chaque protagoniste de la campagne municipale brestoise y compte son double parodique. Cette succession de tweets parodiques rencontre un franc succès et retient l'attention des journalistes puisque Tébéo y consacre une chronique en novembre.

## Résultats
- Maire sortant : François Cuillandre PS (majorité PS-PCF-EELV-UDB-PRG-BNC)
- 55 sièges à pourvoir au conseil municipal (population légale 2016 : 142 629 habitants)
- 33 sièges à pourvoir au conseil communautaire (Brest Métropole)

|                                         |                          |                              |              |              |             |             |        |        |  |
| Tête de liste                           | Tête de liste            | Liste                        | Premier tour | Premier tour | Second tour | Second tour | Sièges | Sièges |  |
| Tête de liste                           | Tête de liste            | Liste                        | Voix         | %            | Voix        | %           | CM     | CC     |  |
|                                         | François Cuillandre      | PS - PCF - BNC - PRG         | 8 146        | 26,54        | 12 628      | 49,69       | 42     | 25     |  |
| Brest au cœur !                         |                          |                              | 8 146        | 26,54        | 12 628      | 49,69       | 42     | 25     |  |
|                                         | Ronan Pichon             | EELV - UDB - G.s - LRDG - GE | 4 831        | 15,74        | 12 628      | 49,69       | 42     | 25     |  |
| Brest Écologie Solidarités – Fusion     |                          |                              | 4 831        | 15,74        | 12 628      | 49,69       | 42     | 25     |  |
|                                         | Bernadette Malgorn       | DVD - UDI                    | 5 794        | 18,87        | 9 253       | 36,41       | 10     | 6      |  |
| Brest, c'est vous                       |                          |                              | 5 794        | 18,87        | 9 253       | 36,41       | 10     | 6      |  |
|                                         | Marc Coatanéa            | LaREM - MoDem - Agir         | 3 867        | 12,60        | 3 530       | 13,89       | 3      | 2      |  |
| Marchons pour Brest !                   |                          |                              | 3 867        | 12,60        | 3 530       | 13,89       | 3      | 2      |  |
|                                         | Pascal Olivard           | SE                           | 2 782        | 9,06         |             |             | 0      | 0      |  |
| Brest, imaginons demain                 |                          |                              | 2 782        | 9,06         |             |             | 0      | 0      |  |
|                                         | Pierre-Yves Cadalen      | LFI                          | 2 189        | 7,13         | 0           | 0           |        |        |  |
| Brest à venir !                         |                          |                              | 2 189        | 7,13         | 0           | 0           |        |        |  |
|                                         | Renée Thomaïdis          | RN - LDP                     | 2 061        | 6,71         | 0           | 0           |        |        |  |
| Vivre en sécurité à Brest               |                          |                              | 2 061        | 6,71         | 0           | 0           |        |        |  |
|                                         | Emmanuelle Le Pors       | SE                           | 651          | 2,12         | 0           | 0           |        |        |  |
| Brest ! La liste citoyenne              |                          |                              | 651          | 2,12         | 0           | 0           |        |        |  |
|                                         | Rémy Collard             | LO                           | 219          | 0,71         | 0           | 0           |        |        |  |
| Faire entendre le camp des travailleurs |                          |                              | 219          | 0,71         | 0           | 0           |        |        |  |
|                                         | Roger Calvez             | POID                         | 158          | 0,51         | 0           | 0           |        |        |  |
| Démocratie communale et laïcité         |                          |                              | 158          | 0,51         | 0           | 0           |        |        |  |
|                                         |                          |                              |              |              |             |             |        |        |  |
| Votes valides                           | Votes valides            | Votes valides                | 30 698       | 98,40        | 25 411      | 94,03       |        |        |  |
| Votes blancs                            | Votes blancs             | Votes blancs                 | 499          | 1,60         | 1 613       | 5,97        |        |        |  |
| Votes nuls                              | Votes nuls               | Votes nuls                   | 0            | 0,00         | 0           | 0,00        |        |        |  |
| Total                                   | Total                    | Total                        | 31 197       | 100          | 27 024      | 100         | 55     | 33     |  |
| Abstention                              | Abstention               | Abstention                   | 53 266       | 63,06        | 57 535      | 68,04       |        |        |  |
| Inscrits / participation                | Inscrits / participation | Inscrits / participation     | 84 463       | 36,94        | 84 559      | 31,96       |        |        |  |

### Assemblée municipale élue
|                             |       |       |      |                              |                              |
| Maire de Brest              |       |       |      |                              |                              |
| François Cuillandre (PS)    |       |       |      |                              |                              |
| Parti                       | Sigle | Sigle | Élus | Groupe                       | Président                    |
| Majorité (42 sièges)        |       |       |      |                              |                              |
| Parti socialiste            |       | PS    | 18   | Socialiste                   | Yann Guével (PS)             |
| Divers gauche               |       | DVG   | 1    | Socialiste                   | Yann Guével (PS)             |
| Parti communiste français   |       | PCF   | 7    | Communiste                   | Éric Guellec (PCF)           |
| Europe Écologie Les Verts   |       | EÉLV  | 5    | Écologiste                   | Glen Dissaux (EÉLV)          |
| Divers écologistes          |       | ÉCO   | 1    | Écologiste                   | Glen Dissaux (EÉLV)          |
| Brest Nouvelle Citoyenneté  |       | BNC   | 3    | Gauche sociale et écologique | Patrick Appéré (BNC)         |
| Génération.s                |       | G·s   | 1    | Gauche sociale et écologique | Patrick Appéré (BNC)         |
| Les Radicaux de gauche      |       | LRDG  | 1    | Gauche sociale et écologique | Patrick Appéré (BNC)         |
| Parti radical de gauche     |       | PRG   | 3    | PRG-Le centre gauche         | Fortuné Pellicano (PRG)      |
| Union démocratique bretonne |       | UDB   | 2    | Union démocratique bretonne  | Fragan Valentin-Leméni (UDB) |
| Opposition (13 sièges)      |       |       |      |                              |                              |
| Divers droite               |       | DVD   | 6    | Brest, c’est vous !          | Bernadette Malgorn (DVD)     |
| Les Républicains            |       | LR    | 4    | Brest, c’est vous !          | Bernadette Malgorn (DVD)     |
| La République en marche     |       | LREM  | 3    | Brest progressiste           | Marc Coatanéa (LREM)         |